# لئوپولد نویباوئر
لئوپولد نویباوئر (آلمانی: Leopold Neubauer؛ زادهٔ ۱۵ اکتبر ۱۸۸۹) بازیکن فوتبال اهل اتریش بود.
وی همچنین در تیم ملی فوتبال اتریش بازی کرده‌است.